# Kanton Tulle
Der Kanton Tulle ist ein französischer Wahlkreis im Arrondissement Tulle, im Département Corrèze und in der Region Nouvelle-Aquitaine. 2015 wurde er neu geschaffen und umfasst das Stadtgebiet von Tulle. Zuvor war das Stadtgebiet in die beiden Kantone Tulle-Urbain-Nord und Tulle-Urbain-Sud aufgeteilt.

## Politik
| Vertreter im Departementrat | Vertreter im Departementrat  | Vertreter im Departementrat |
| Amtszeit                    | Namen                        | Partei                      |
| --------------------------- | ---------------------------- | --------------------------- |
| 2015–                       | Bernard Combes Annick Taysse | PS                          |